# Tricholoma inamoenum
Tricholoma inamoenum (Elias Magnus Fries, 1815 ex Claude Casimir Gillet, 1878) din încrengătura Basidiomycota, în familia Tricholomataceae și de genul Tricholoma este o specie de ciuperci necomestibile care coabitează, fiind un simbiont micoriza, formând prin urmare micorize pe rădăcinile arborilor. O denumire populară nu este cunoscută. Buretele destul de comun, se întâlnește în România, Basarabia și Bucovina de Nord, uneori izolat, dar preponderent în grupuri mai mici, în păduri de conifere și la marginile lor, în primul rând sub molizi, adesea printre afine preferând un sol calcaros bogat în nutrienți. Apare numai în zone de deal și de munte de peste 600m NN din (iulie) august până în noiembrie.

## Taxonomie

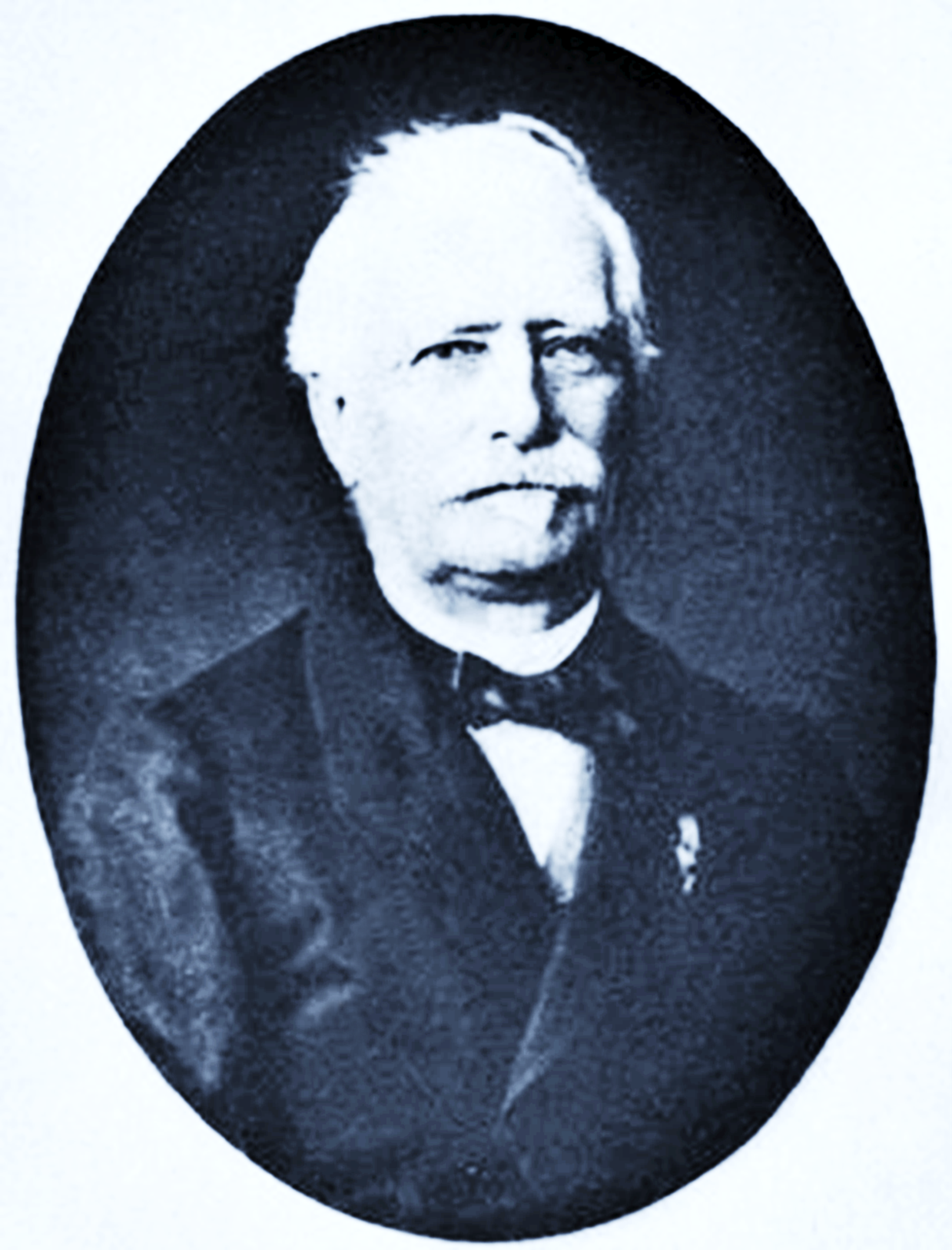
C. C. Gillet

Numele binomial a fost determinat de marele savant suedez Elias Magnus Fries drept Agaricus inamoenus în volumul 1 al operei sale Observationes mycologicae din 1815.
Apoi, micologul francez Claude Casimir Gillet a transferat specia corect la genul Tricholoma sub păstrarea epitetului, de verificat în volumul 1 al lucrării sale Les Hyménomycètes: Ou, Description de tous les champignons (Fungi) qui croissent en France din 1874.
În 1886, micologul francez Lucien Quélet a creat mai întâi cu Gyrophila sulphurea var. inamoena o variație a ciuperci, iar doi ani mai târziu a redenumit taxonul lui Fries în Gyrophila inamoenum. În sfârșit, în 1893, micologul englez George Edward Massee a redactat încă o altă variație, Tricholoma inamoenum var. insigne.  Toți acești taxoni sunt acceptați sinonim, dar nu sunt folosiți.
Numele generic este derivat din cuvintele de limba greacă veche (greacă veche τριχο=păr) și (greacă veche λῶμα=margine, tiv de ex. unei rochii), iar epitetul din cuvântul latin (latină inamoenus=neplăcut, neatractiv), ce se referă la mirosul dezgustător al ciupercii.

## Descriere

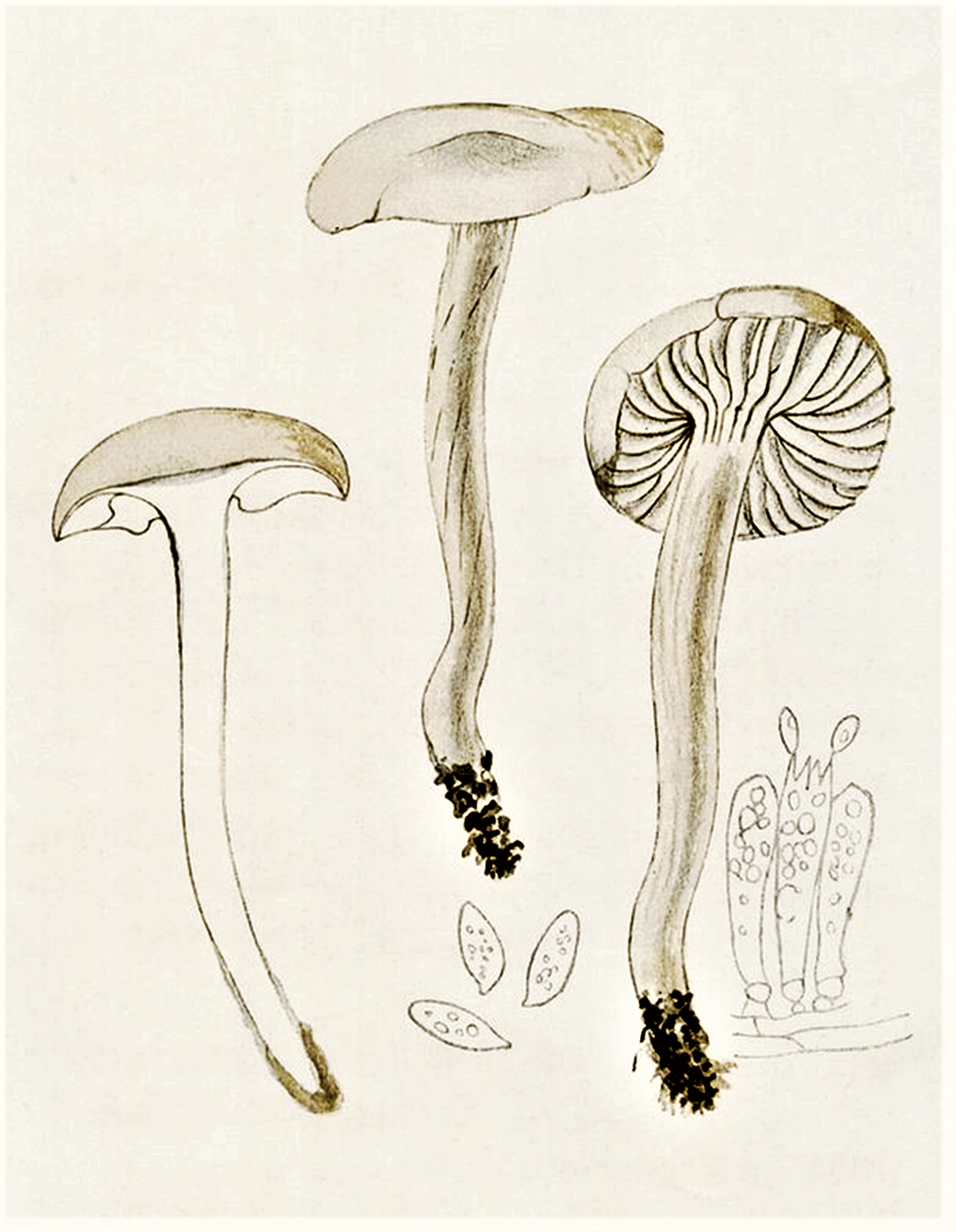
Bres.: Tricholoma inamoenum

- Pălăria: are un diametru de 3-8cm, fiind numai slab cărnoasă, în tinerețe semisferică cu marginea netedă și răsfrântă spre interior, apoi convexă sau slab aplatizată, atunci preponderent cu o cocoașă bine vizibilă de culoare mai închisă decât restul pălăriei. Cuticula cu un aspect mat, mătăsos-fibros până fin pâslos are un colorit care tinde între murdar albicios, crem, ocru și deschis maroniu.
- Lamelele: destul de sfărâmicioase și ușor de separat de pălărie sunt late, izbitor distanțate, neregulat intercalate, la bătrânețe preponderent ceva ondulate și aderate bombat la picior (numit: șanț de castel), muchiile fiind netede, în vârstă ceva ferăstruite și înnegrind de obicei. Coloritul este albicios până slab gălbui, căpătând mai târziu nu rar nuanțe albăstruie.
- Piciorul: cu o lungime de 5-12 cm mereu mai lung decât diametrul pălăriei și o lățime de 0,6-1,2 (1,8)cm, este ceva fibros, tânăr plin și bătrân împăiat pe dinăuntru, cilindric până slab clavat, sfârșitul bazei fiind adesea îngroșat, înrădăcinând uneori. Firele miceliare se împletesc cu așternutul de ace. Coloritul cojii mate și fin solzos-fibroase este albicioasă, iar spre bază de un brun murdar. Nu prezintă un inel.
- Carnea: albicioasă care nu se decolorează după tăiere, nu prea cărnoasă și în picior ceva fibroasă care albăstrește, chiar înnegrește la bază, are un miros insistent de gaz de iluminat cu nuanțe de ridichi și un gust blând, asemănător cu varza, destul de des ușor rânced sau chiar amar.[3][4]
- Caracteristici microscopice: are spori netezi, sub-fusiformi, apiculați spre vârf, hialini (translucizi) și neamiloizi (nu se decolorează cu reactivi de iod), având o mărime de 8-10 (13) x 5-6 microni. Pulberea lor este albă. Basidiile clavate cu fibule de 2-4 sterigme fiecare care se trag până peste muchii măsoară 30-35 x 7-9 microni. Cistidele celule de obicei izbitoare și sterile care pot apărea între basidii și himen, stratul fructifer), în himeniu neexistente, sunt mai scurte, cu vârfuri rotunjite și pediculate.[13] Hifele cuticulei cu o grosime de 2-5µm sunt lunguiețe, cilindrice, dispuse vertical, iar celule hifale terminale cu 20-34 × 5,5-11µm sunt aproape clavate. Pigmente intracelulare sunt extrem de palide și aproape invizibile. Coaja piciorului este formată de hife înguste și cilindrice cu 2-4µm. Caulocistidele (cistide situate la suprafața piciorului) fără fibule, mai aglomerate spre vârful tijei sunt cuneiforme măsurând 13-30 × 2-7 microni, apar izolate sau în smocuri.[14]
- Reacții chimice: nu sunt cunoscute.[15]

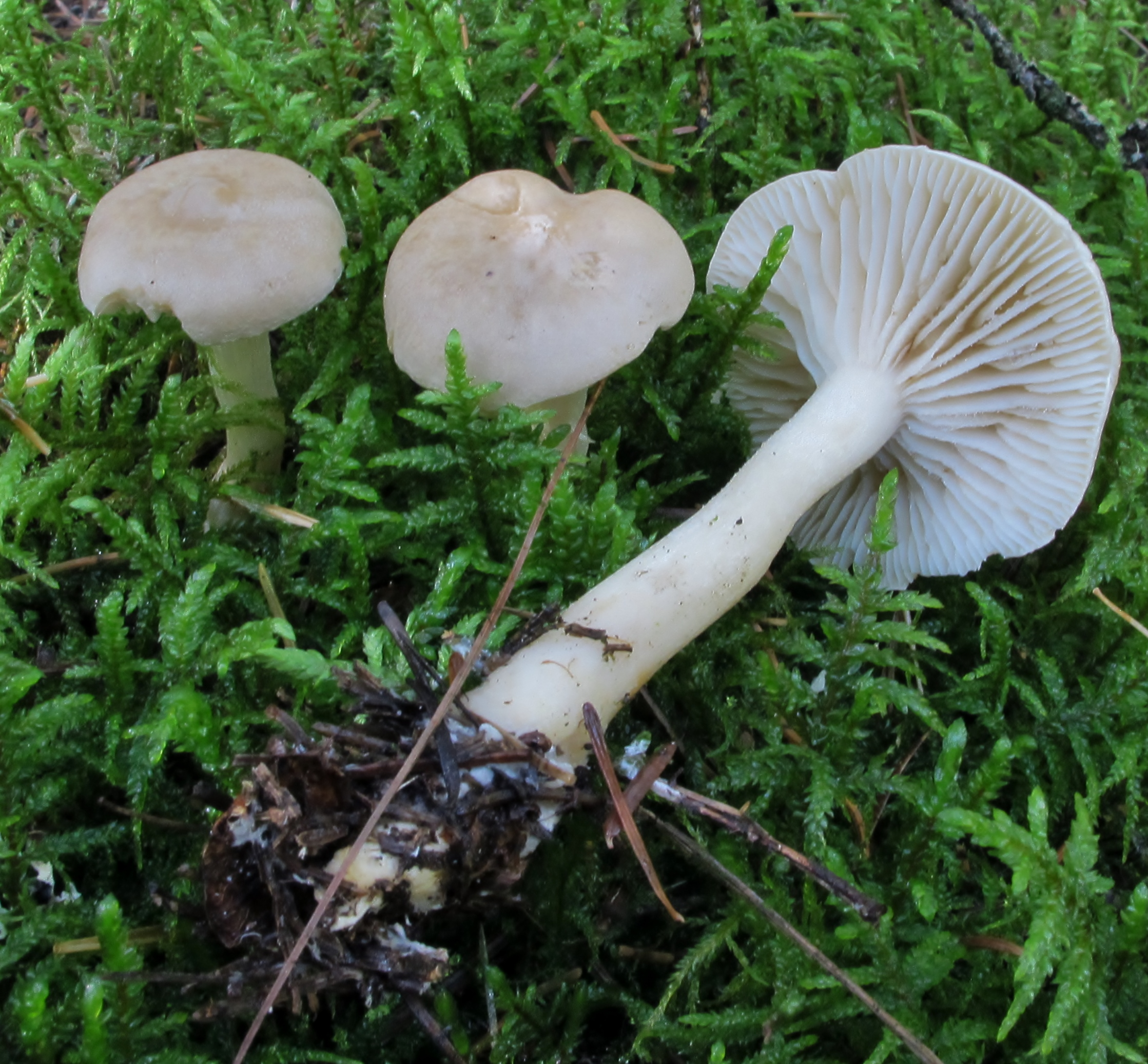
T. inamoenum tinere, pălărie, lamele și picior
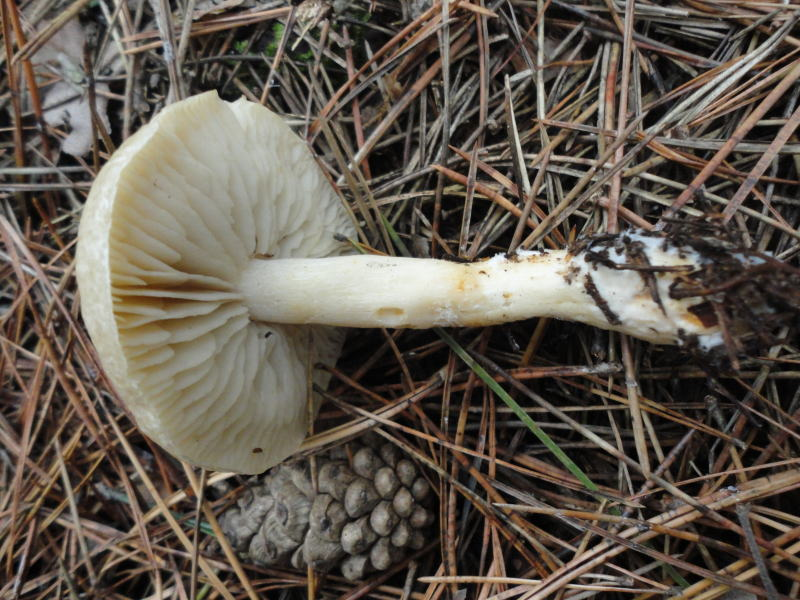
T. inamoenum matur, lamele și picior
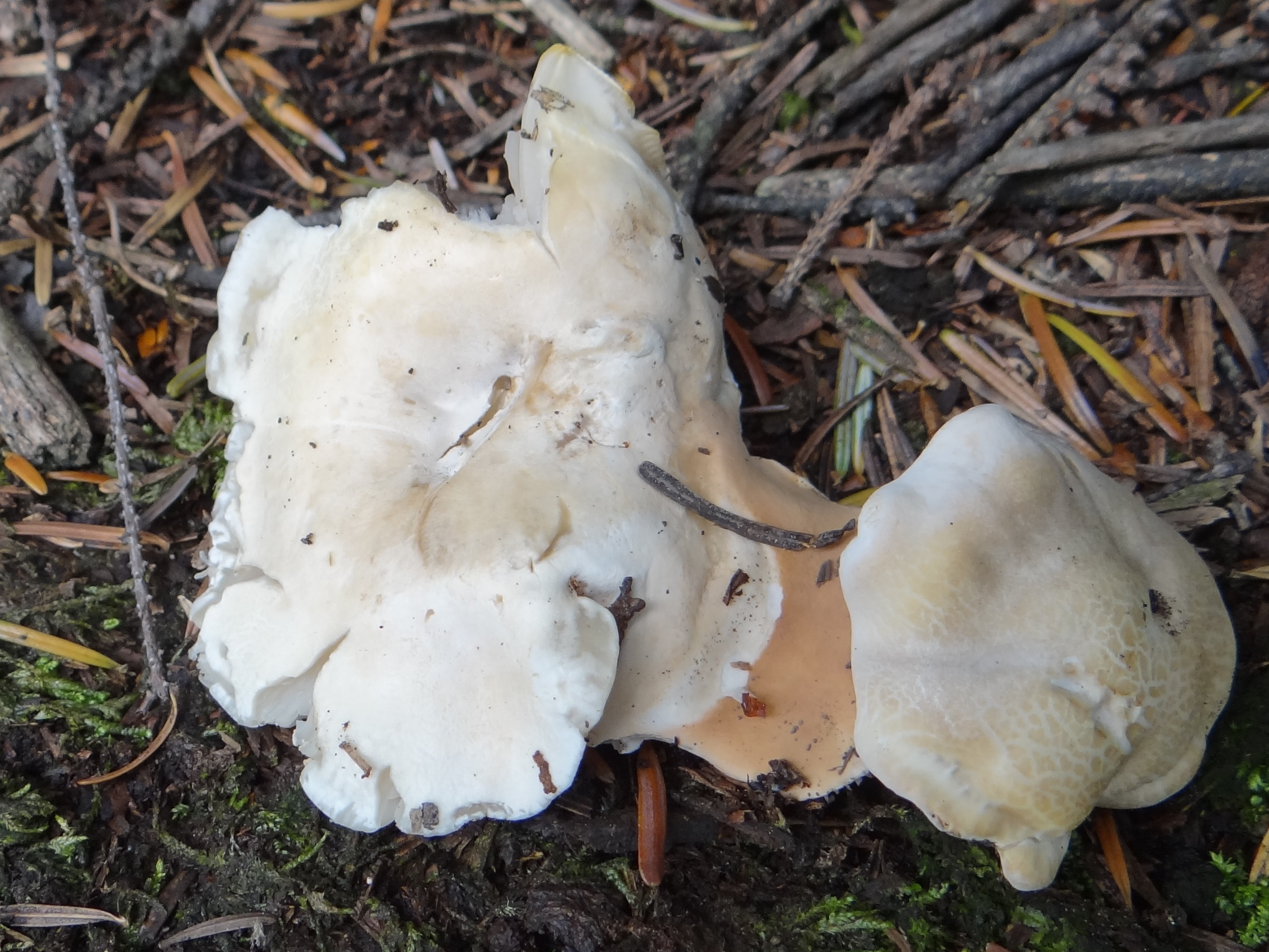
T. inamoenum bătrâni, pălării
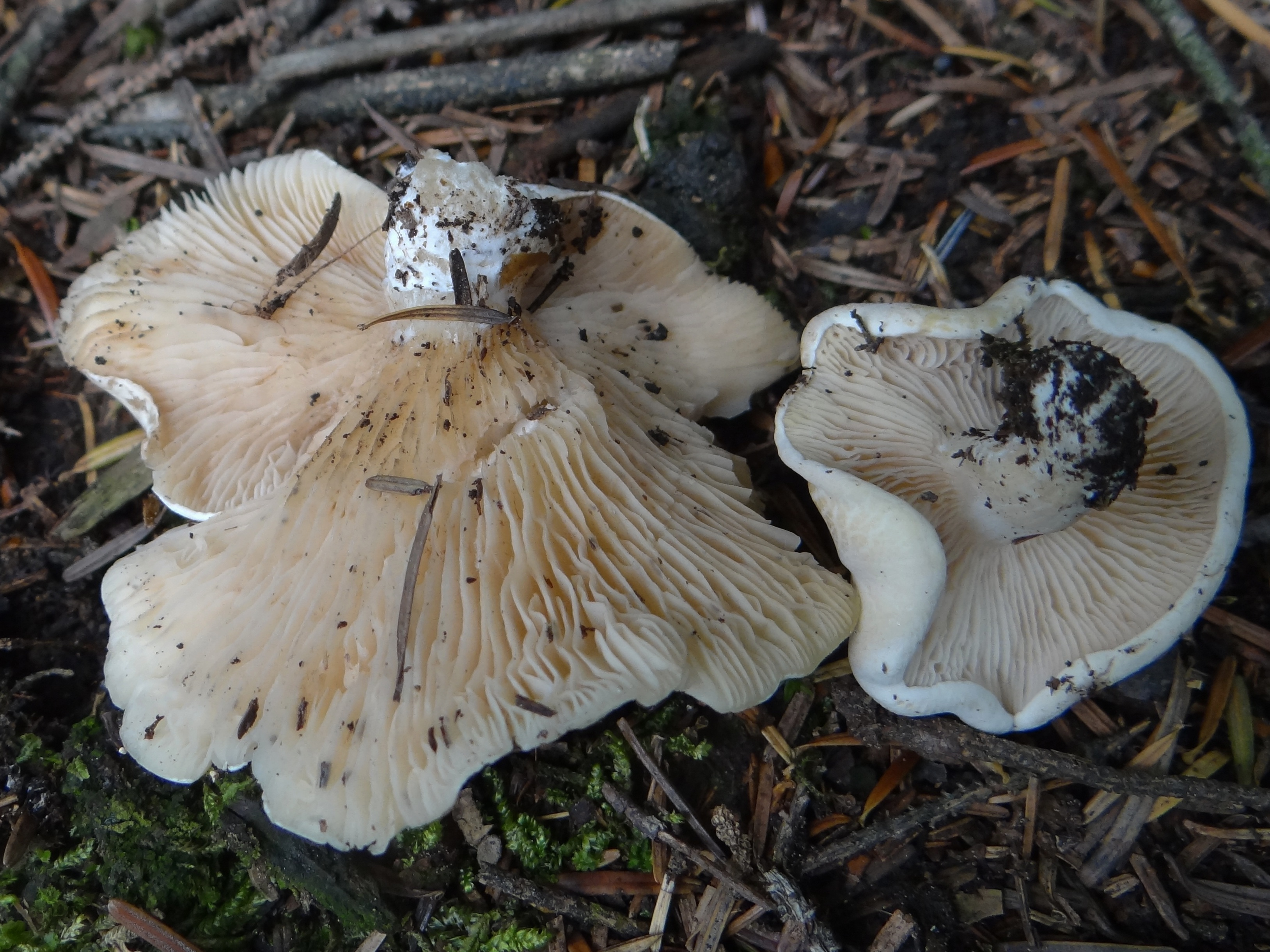
T. inamoenum bătrâni, lamele
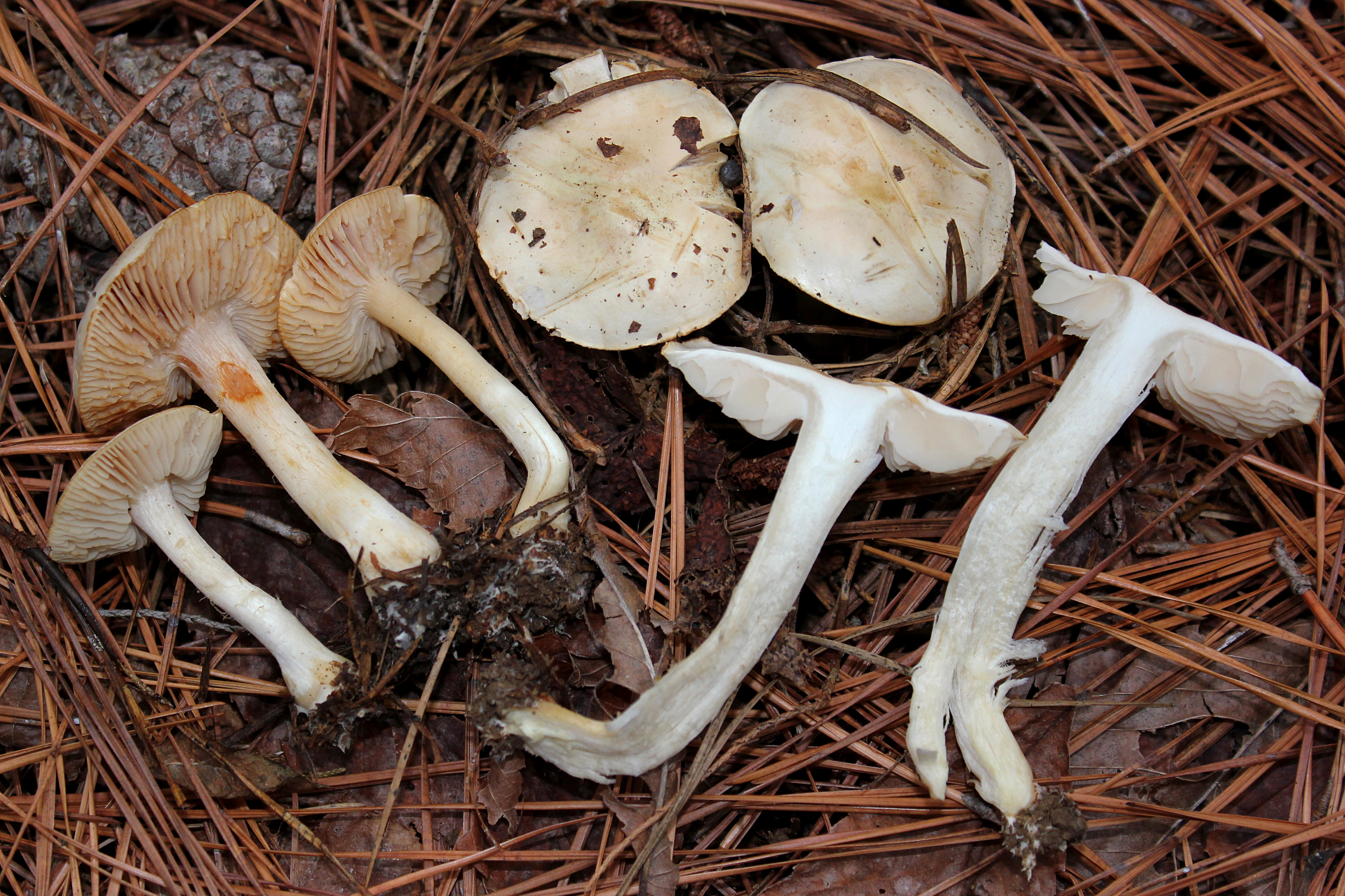
T. inamoenum, secțiune longitudinală

## Confuzii
Ciuperca poate fi confundată în primul rând cu Tricholoma album (necomestibil, apare în păduri de foioase și mixte precum la marginile lor sub stejari, iar prin pajiști sub mesteceni, cu cuticulă albă, mai târziu cu nuanțe destul de puternice izabel, lamele albe, apoi crem, un miros insistent greu de descris, fiind dulcișor ca de iasomie sau săpun ieftin, concomitent insistent pământos sau ca de sfeclă, uneori cu componente făinoase și un gust mai întâi neplăcut amar, apoi foarte iute), Tricholoma bufonium (destul de otrăvitor, crește în toate felurile de pădure, cu predilecție în cele montane de conifere, tânăr brun-purpuriu, la maturitate ocru-gălbui, lamele și carne gălbuie, miros înțepător de gaz de iluminat, gust dezgustător, provoacă un disconfort deja după o probă făcută), Tricholoma lascivum (necomestibil, miros neplăcut de flori de caprifoi sau varză albă, cu avansarea în vârstă dezagreabil pământos cu nuanțe de bitumen, gust imediat amar, apoi în plus iute) sau Tricholoma stiparophyllum, sin. Tricholoma pseudoalbum (necomestibil, se dezvoltă sub mesteceni, cuticulă albicioasă în centru cu pete înnorate ocru-gălbuie până galben-maronii, margine scurt canelată, carne albicioasă cu nuanță gălbuie, miros gazos, neplăcut pământos, gust amar și foarte iute), iar dacă nu se dă seama de odorul intensiv, specia poate fi confundată de asemenea cu Clitocybe phyllophila sin. Clitocybe cerussata (foarte otrăvitoare, uneori letală, saprofit), Clitopilus prunulus (comestibil), Entoloma jubatum (necomestibil), Entoloma griseocyaneum (necomestibil), Entoloma prunuloides (necomestibil), Entoloma sinuatum (otrăvitor, posibil letal), Hygrophorus  eburneus (comestibil), Hygrophorus pustulatus (comestibil), Inocybe geophylla (otrăvitoare, are lamele albicioase, mai târziu ocru-maronii, cu un miros tipic foarte dezgustător, conținând o doză mare de muscarină), Leucocybe connata sin. Clitocybe connata, Lyophyllum connatum (comestibil, saprofit), Pluteus petasatus (comestibil, saprofit, trăiește pe lemn mort de castan, mesteacăn, plop tremurător și tei, miros imperceptibil, dar în vârstă neplăcut dulcișor și pământos, gust blând), Rhodocollybia maculata sin. Collybia maculata (necomestibil, trăiește în toate felurile de pădure sub carpeni, fagi și stejari respectiv sub molizi și pini, cuticulă albicioasă până gălbuie cu pete roșiatice spre centru, lamele albicioase, la bătrânețe brun-roșiatice, miros amărui, neplăcut lemnos, gust amar cu iz foarte neplăcut), Tricholoma acerbum (necomestibil), sau Tricholoma columbetta (comestibil, destul de savuros) sau Tricholoma fulvum (necomestibil, miros de făină, gust amărui-făinos).

## Specii asemănătoare în imagini

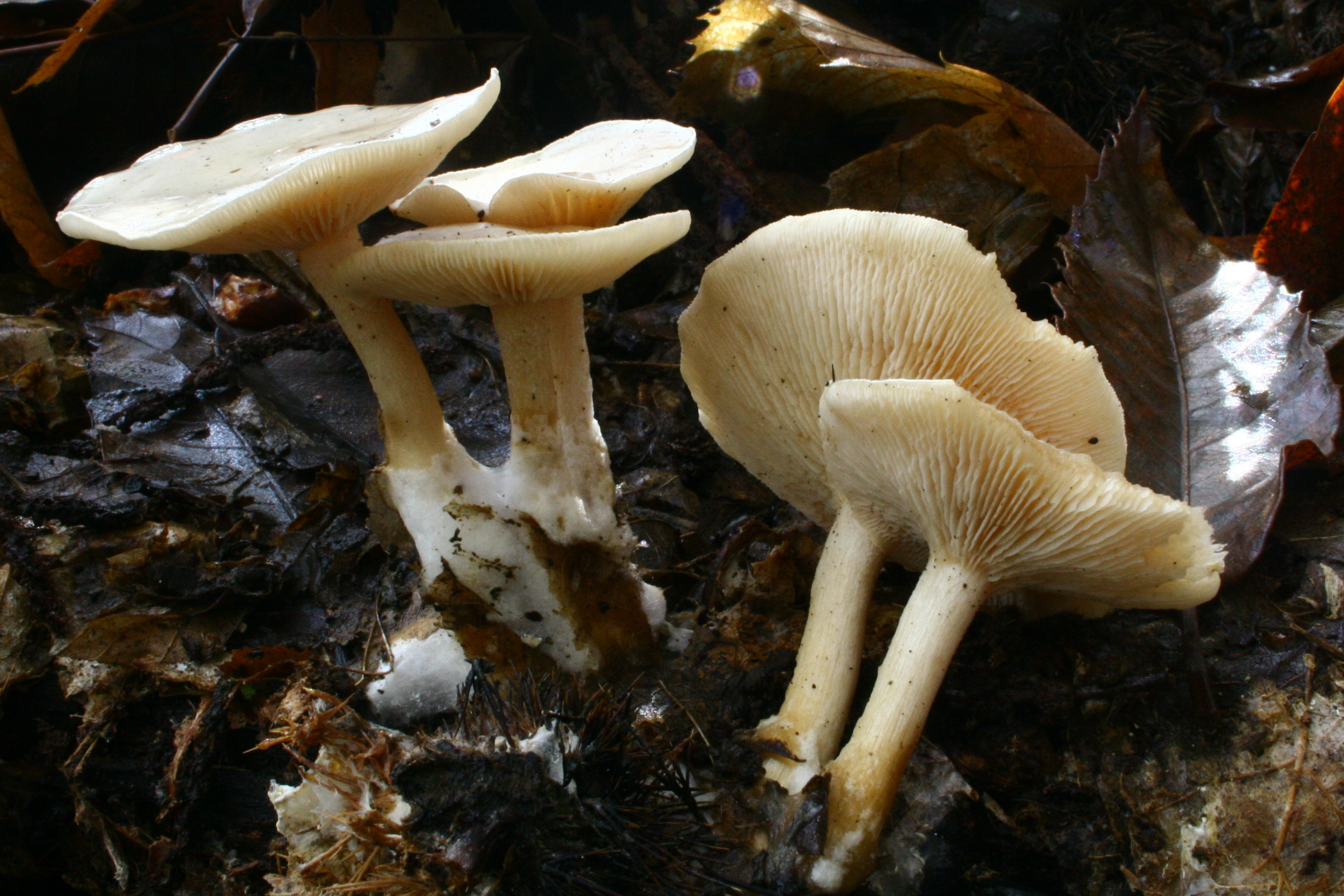
!!!Clitocybe phyllophila sin. Clitocybe cerussata!!!
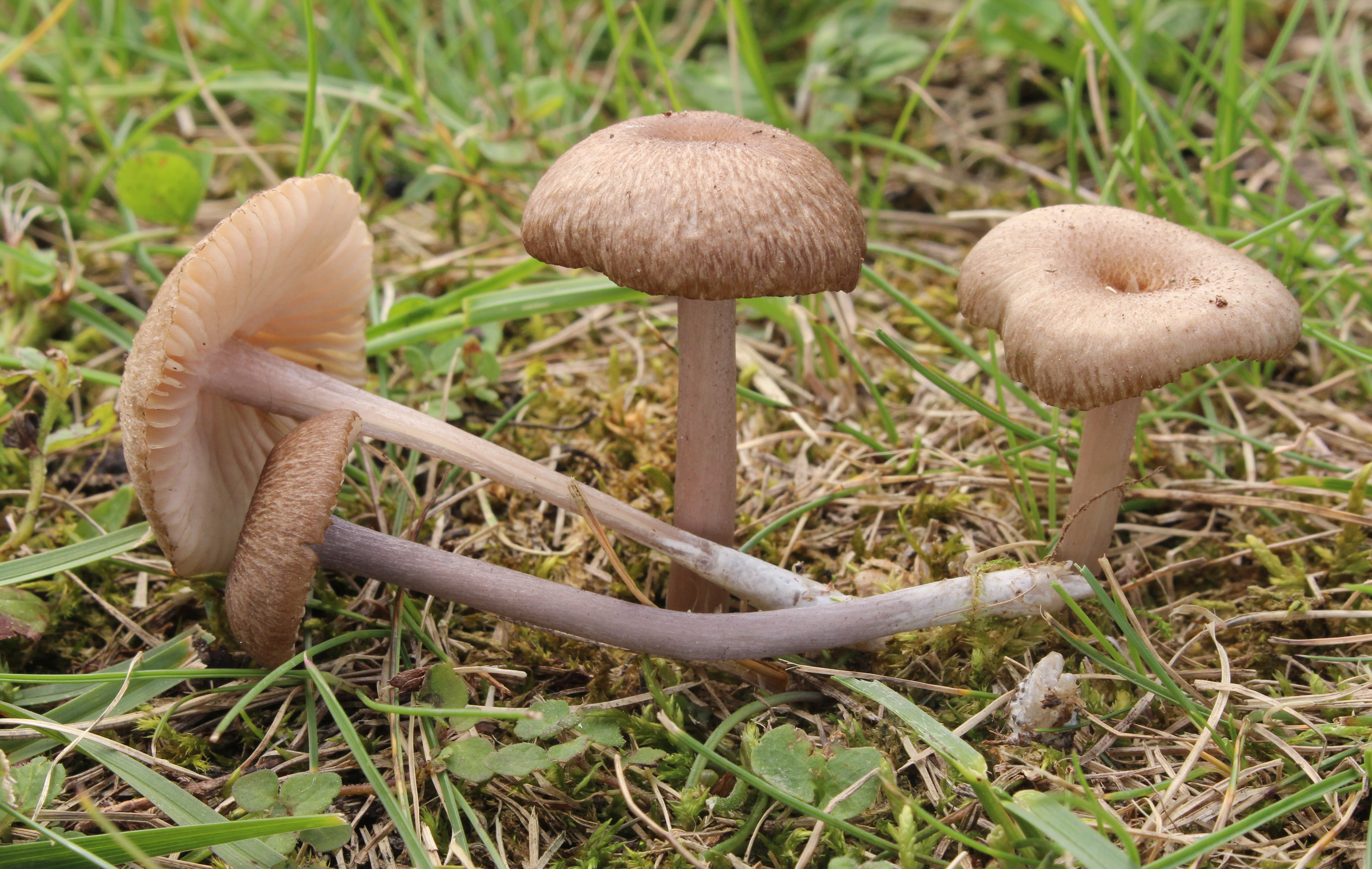
!Entoloma griseocyaneum!
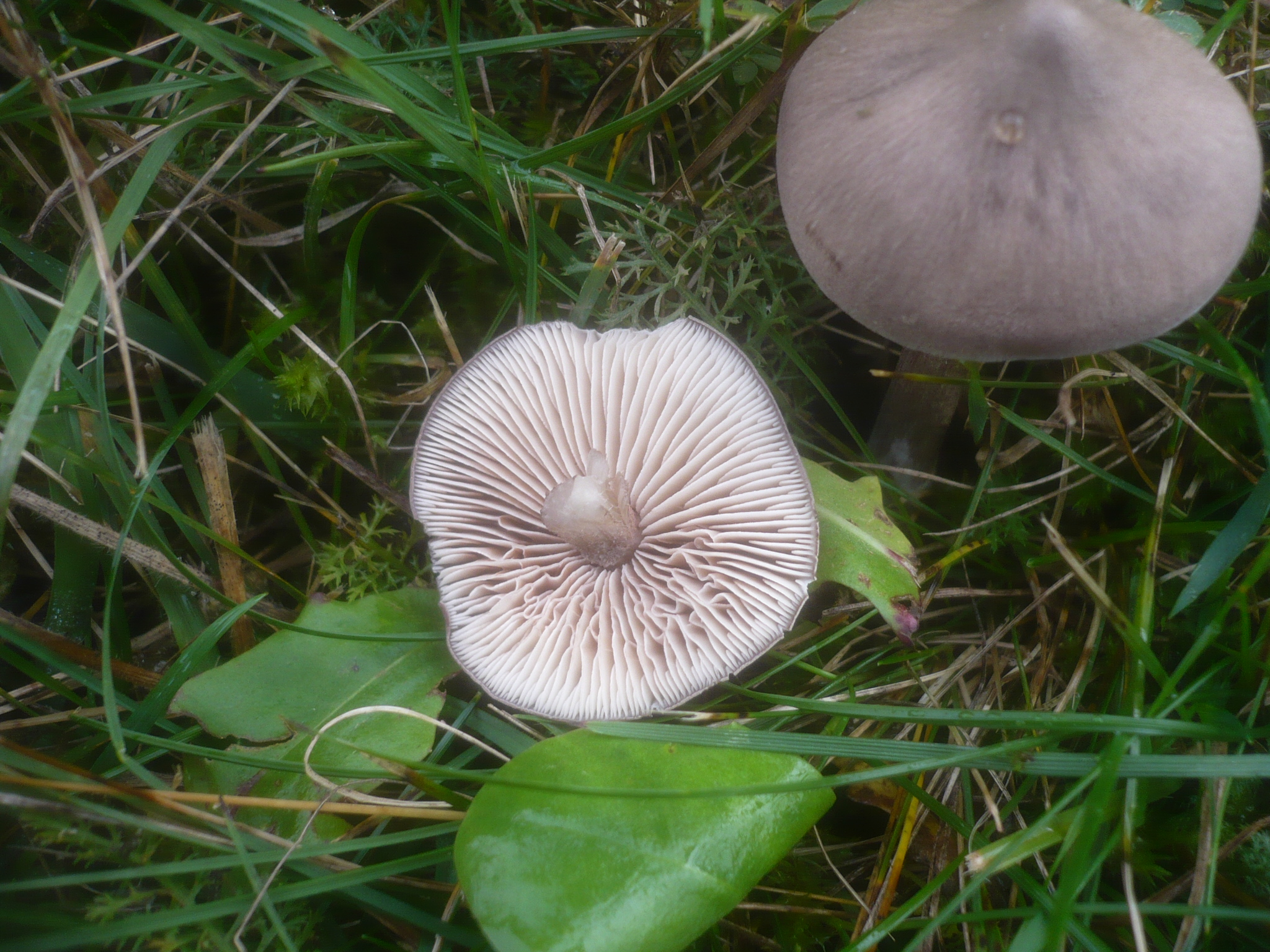
!Entoloma jubatum!
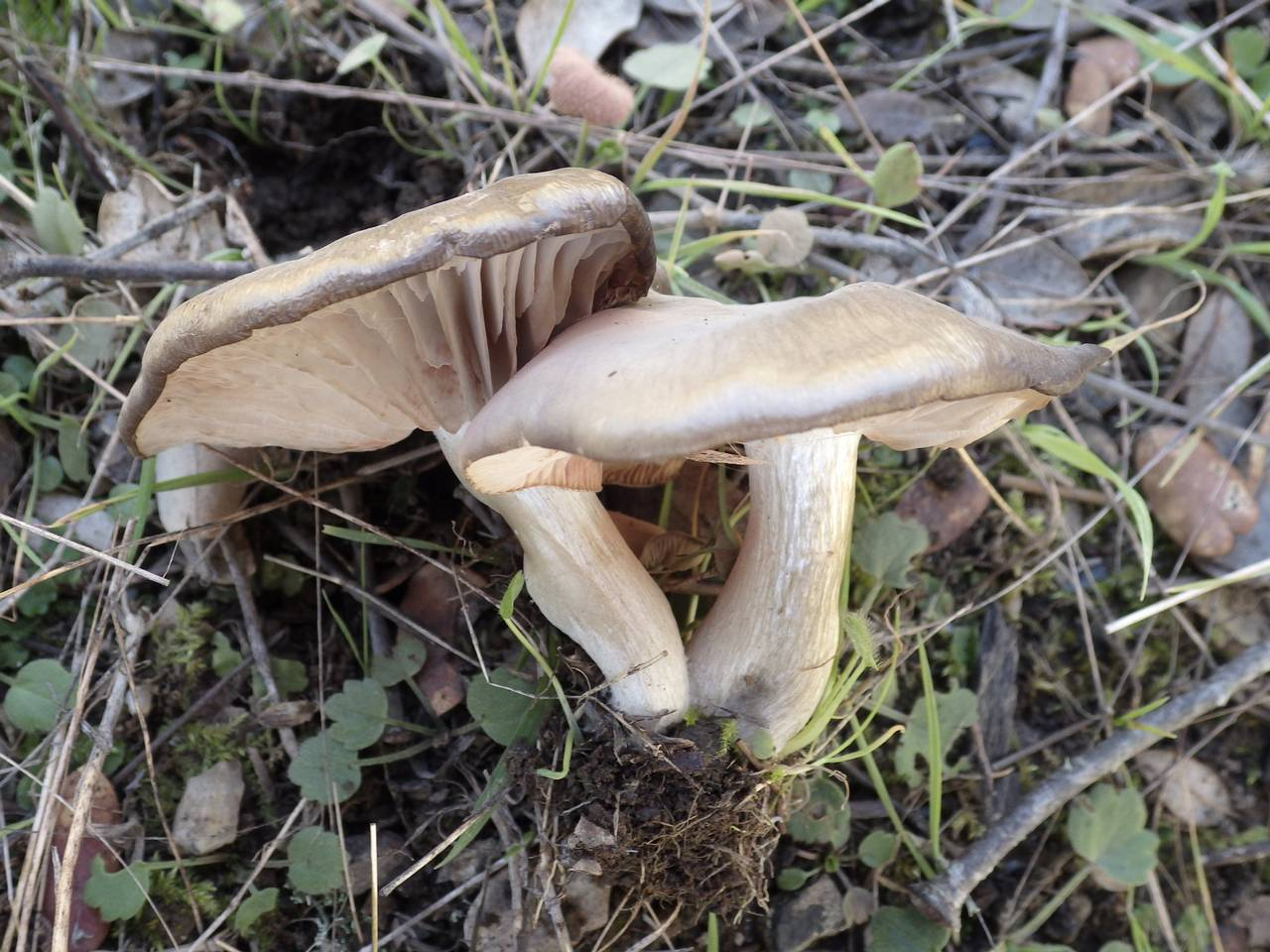
!Entoloma prunuloides!
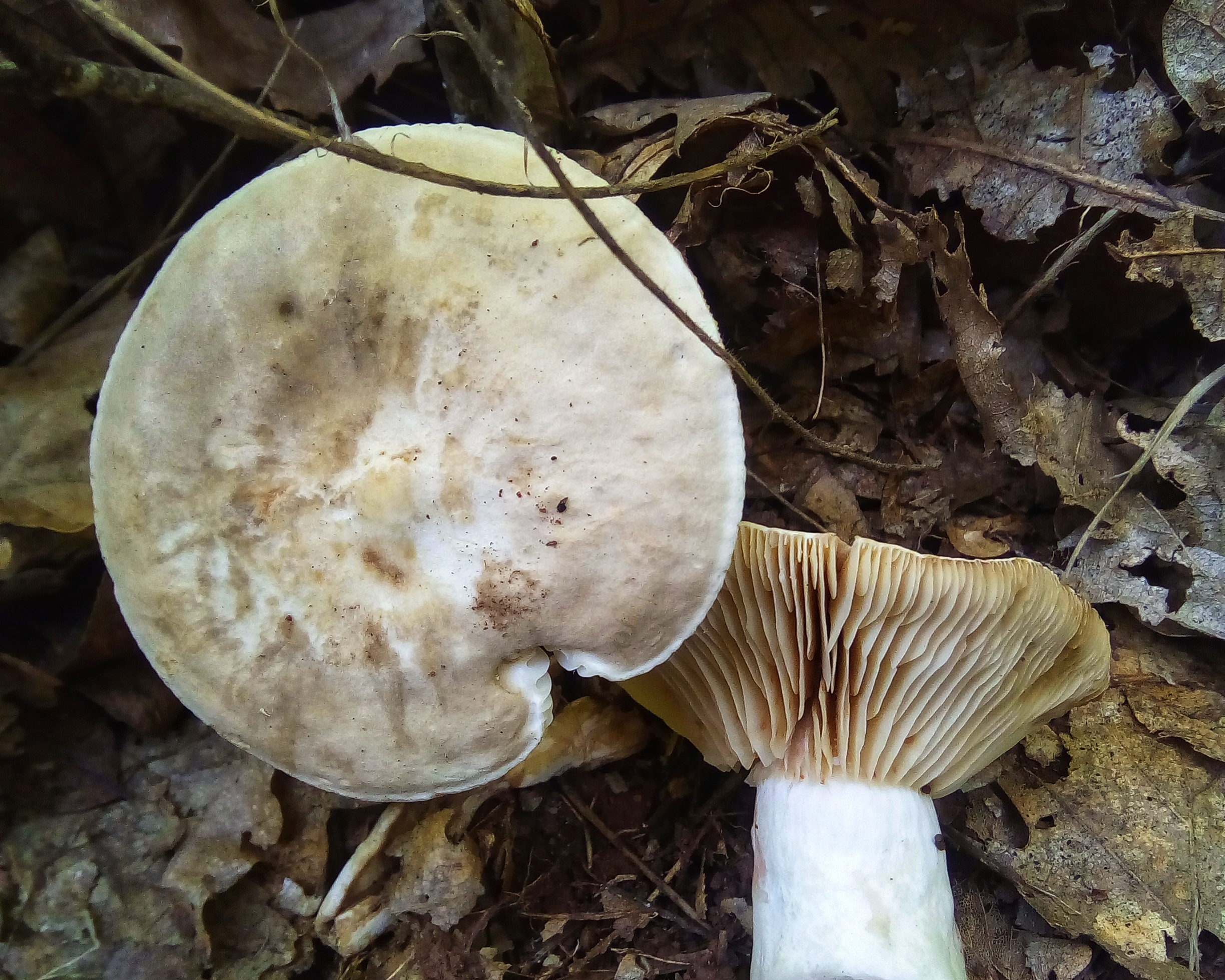
!!!Entoloma sinuatum!!!
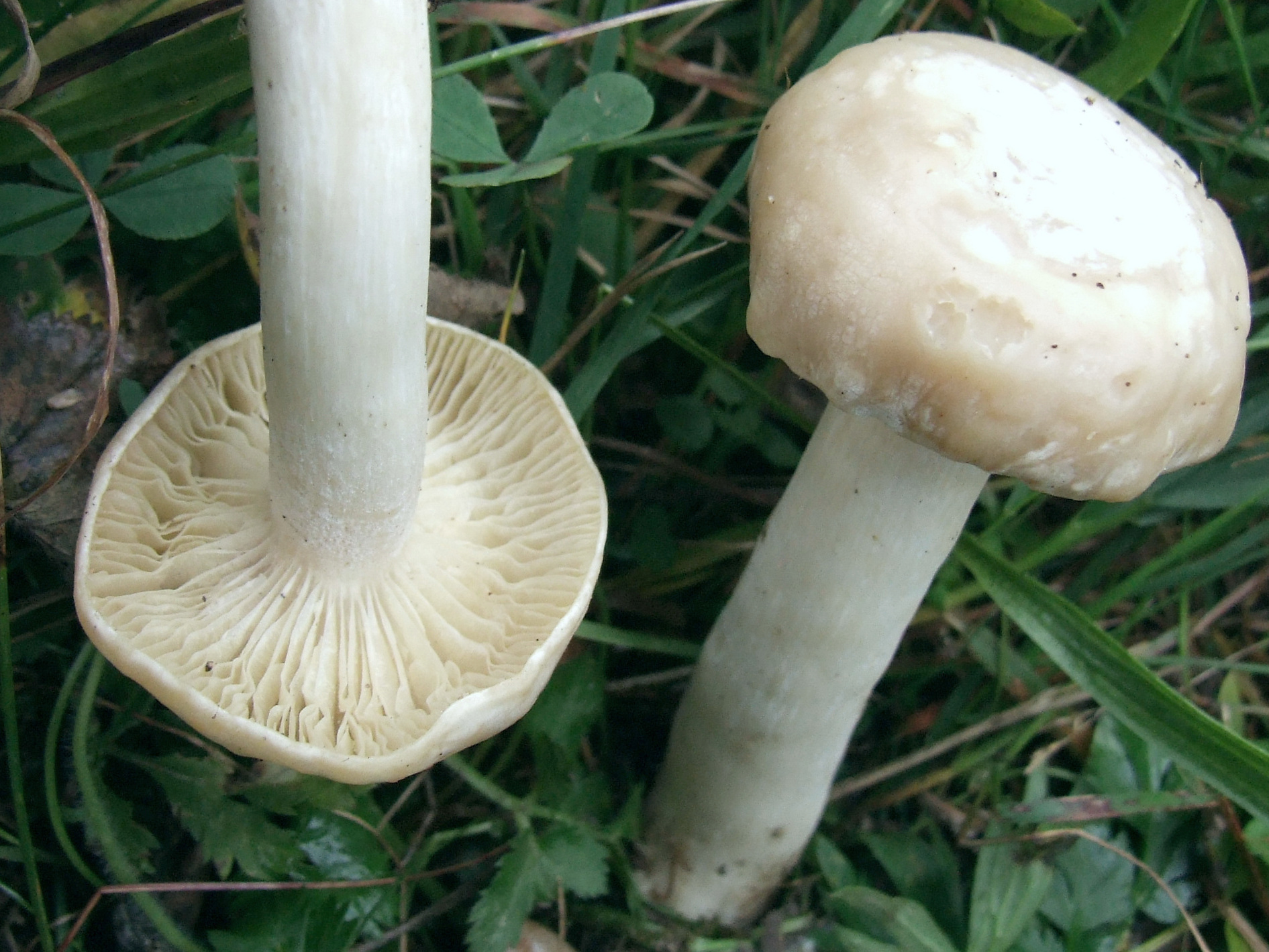
Hygrophorus eburneus

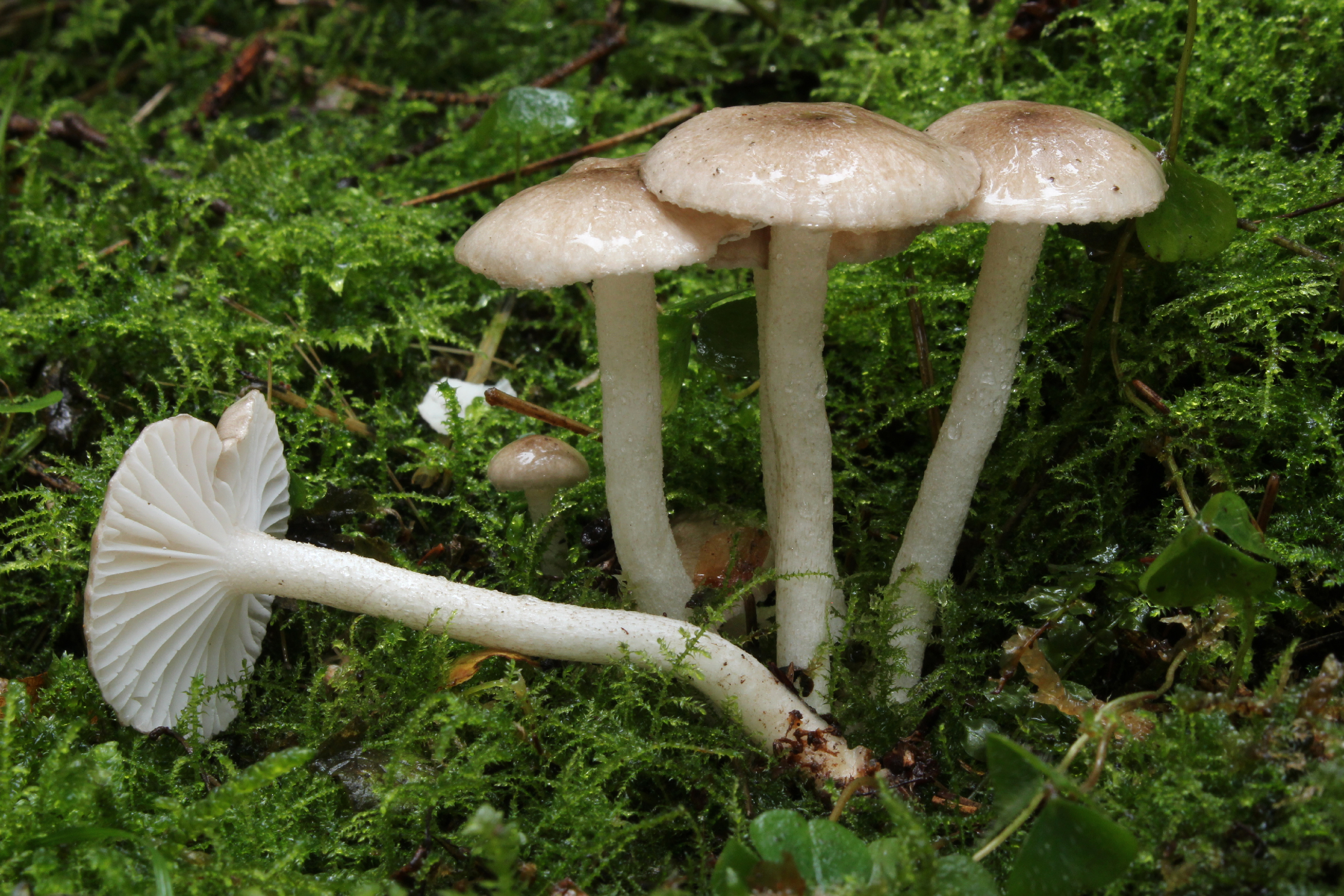
Hygrophorus pustulatus
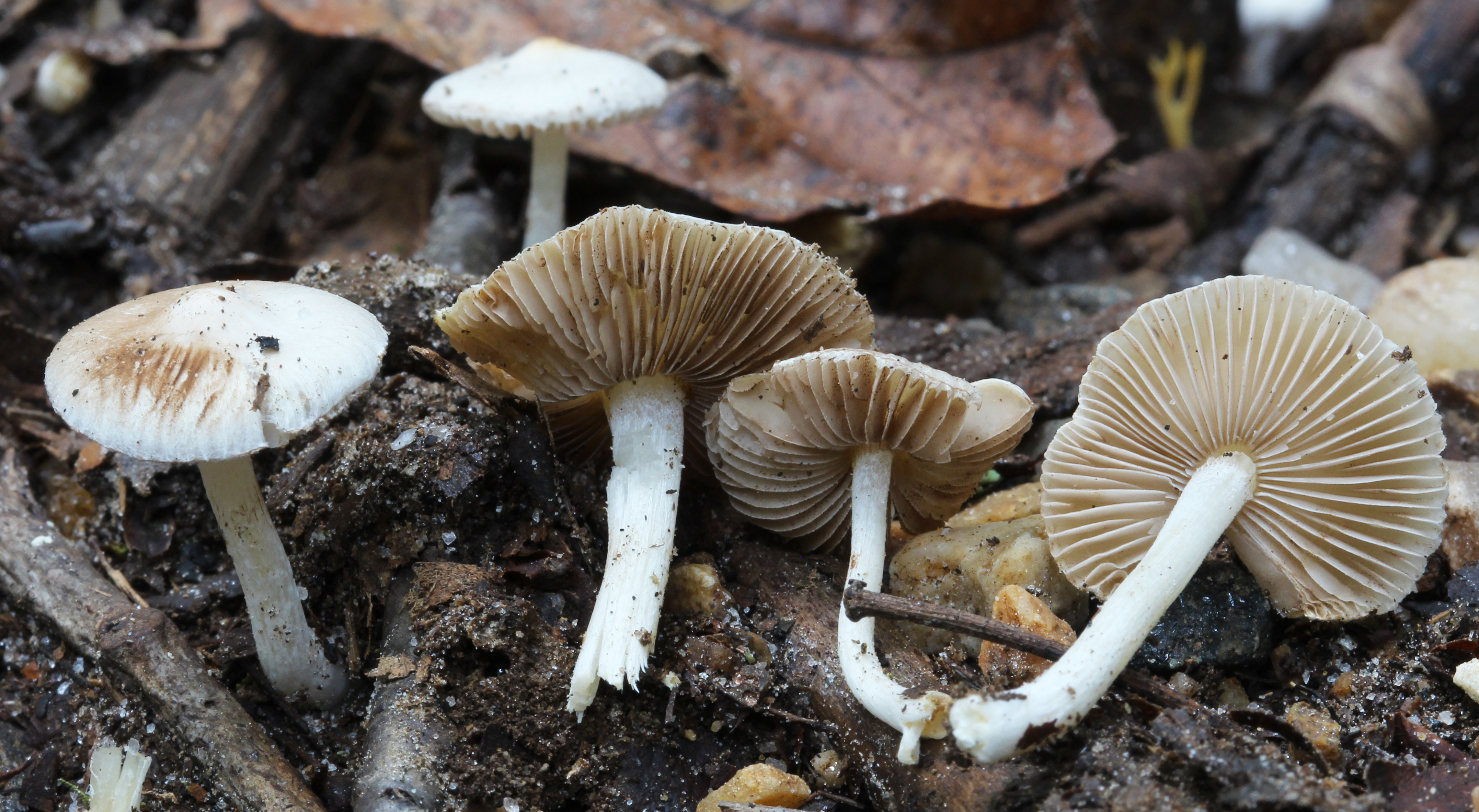
!!Inocybe geophylla!!
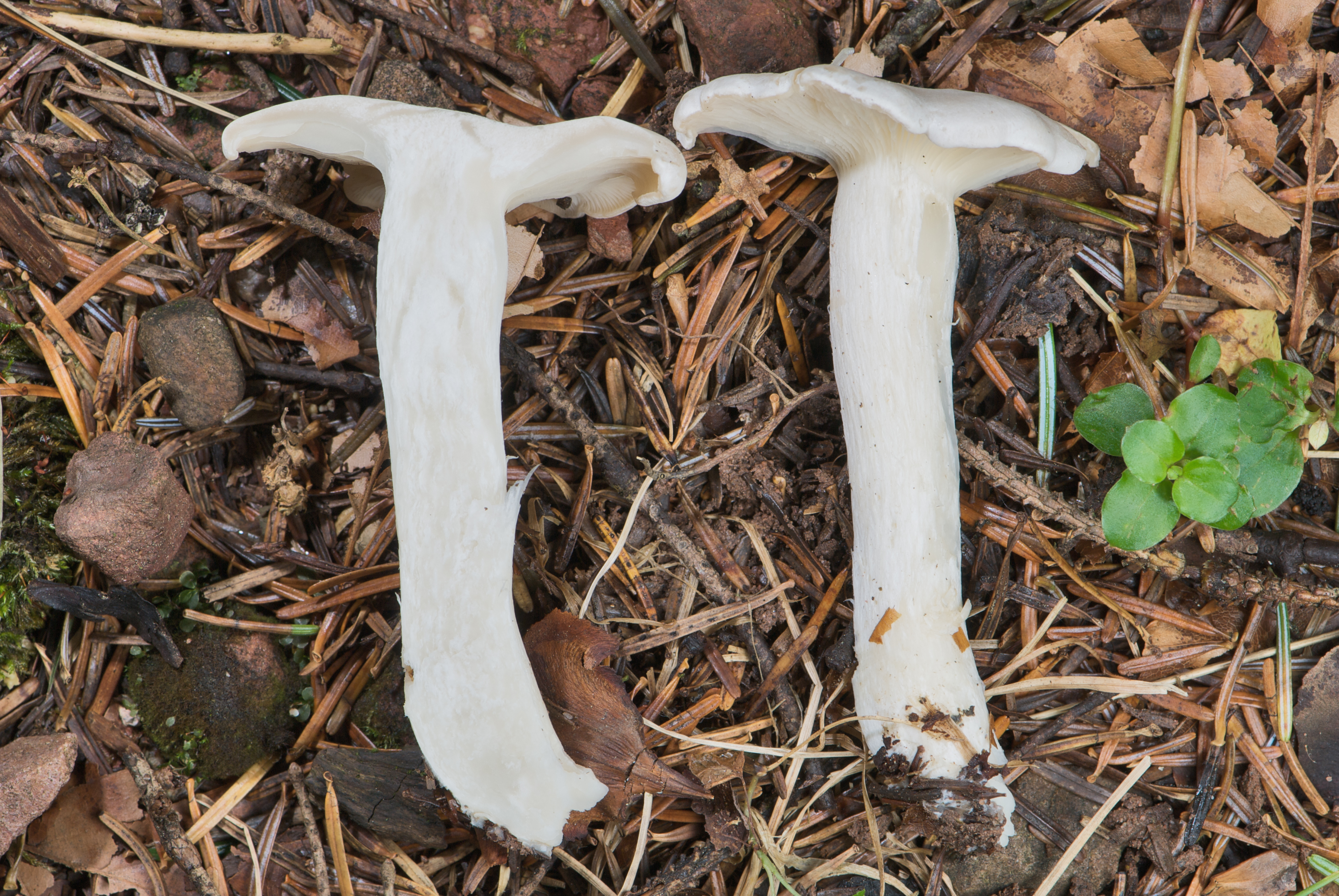
Leucocybe connata sin. Clitocybe connata, Lyophyllum connatum
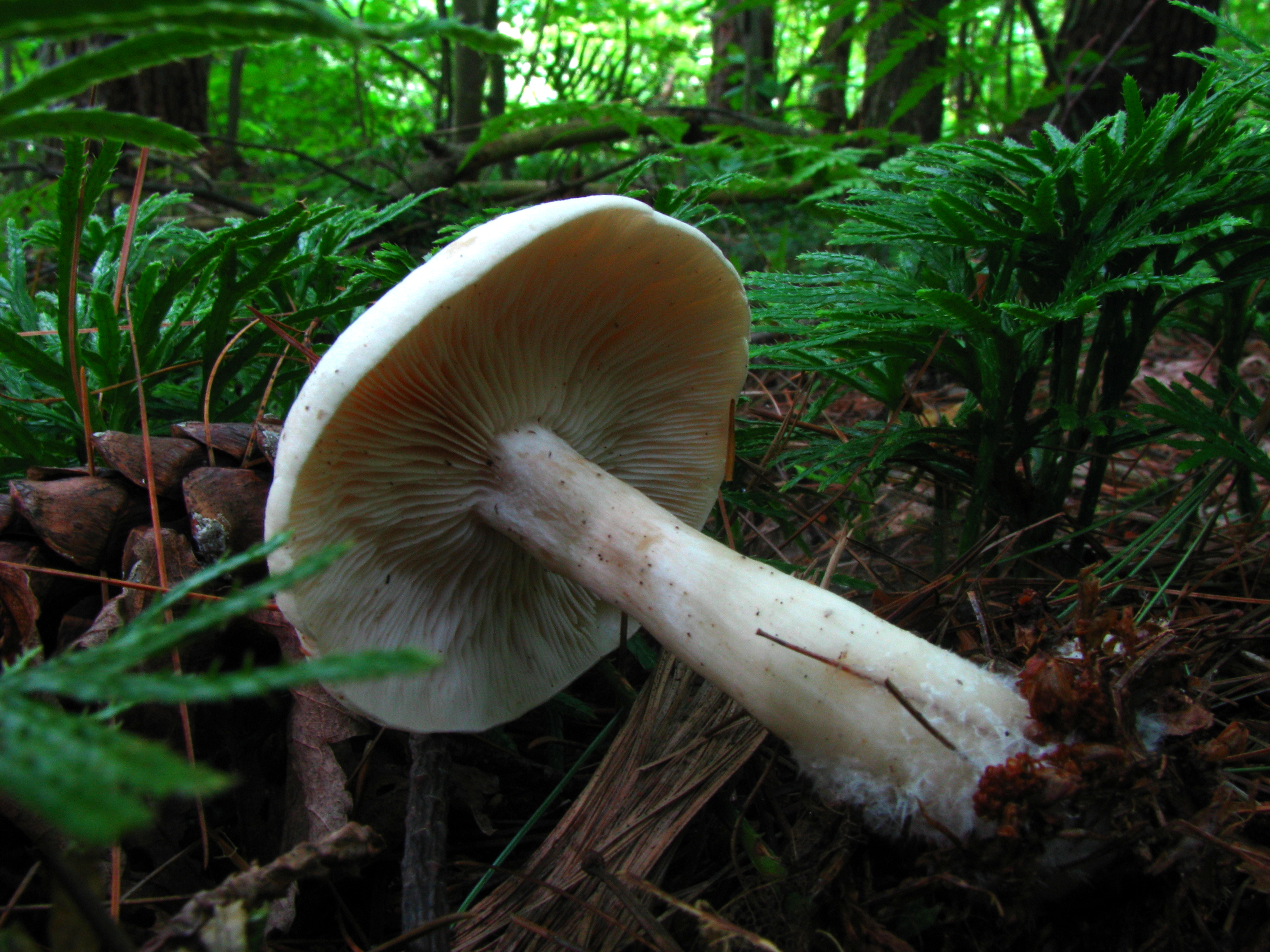
Clitopilus prunulus
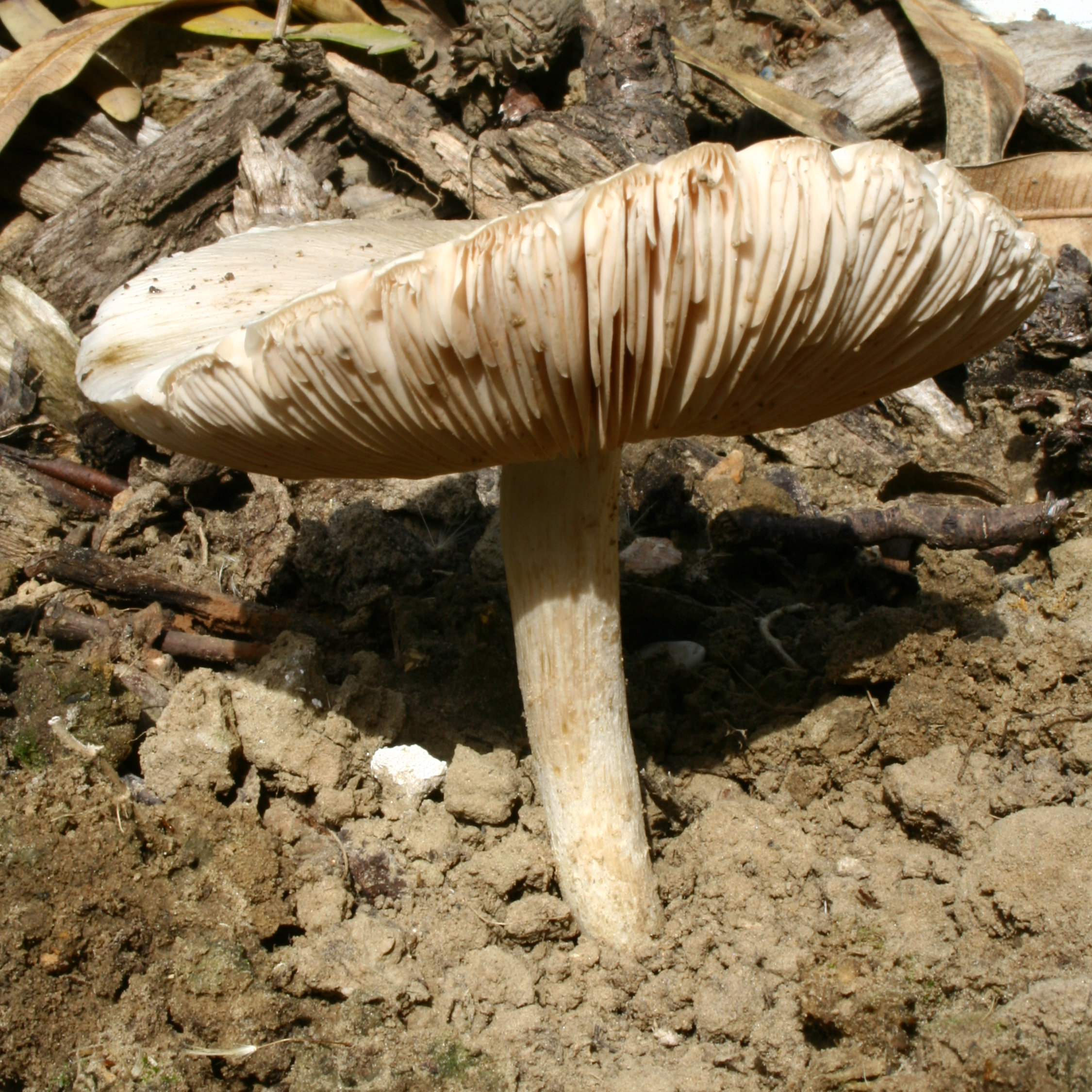
Pluteus petasatus

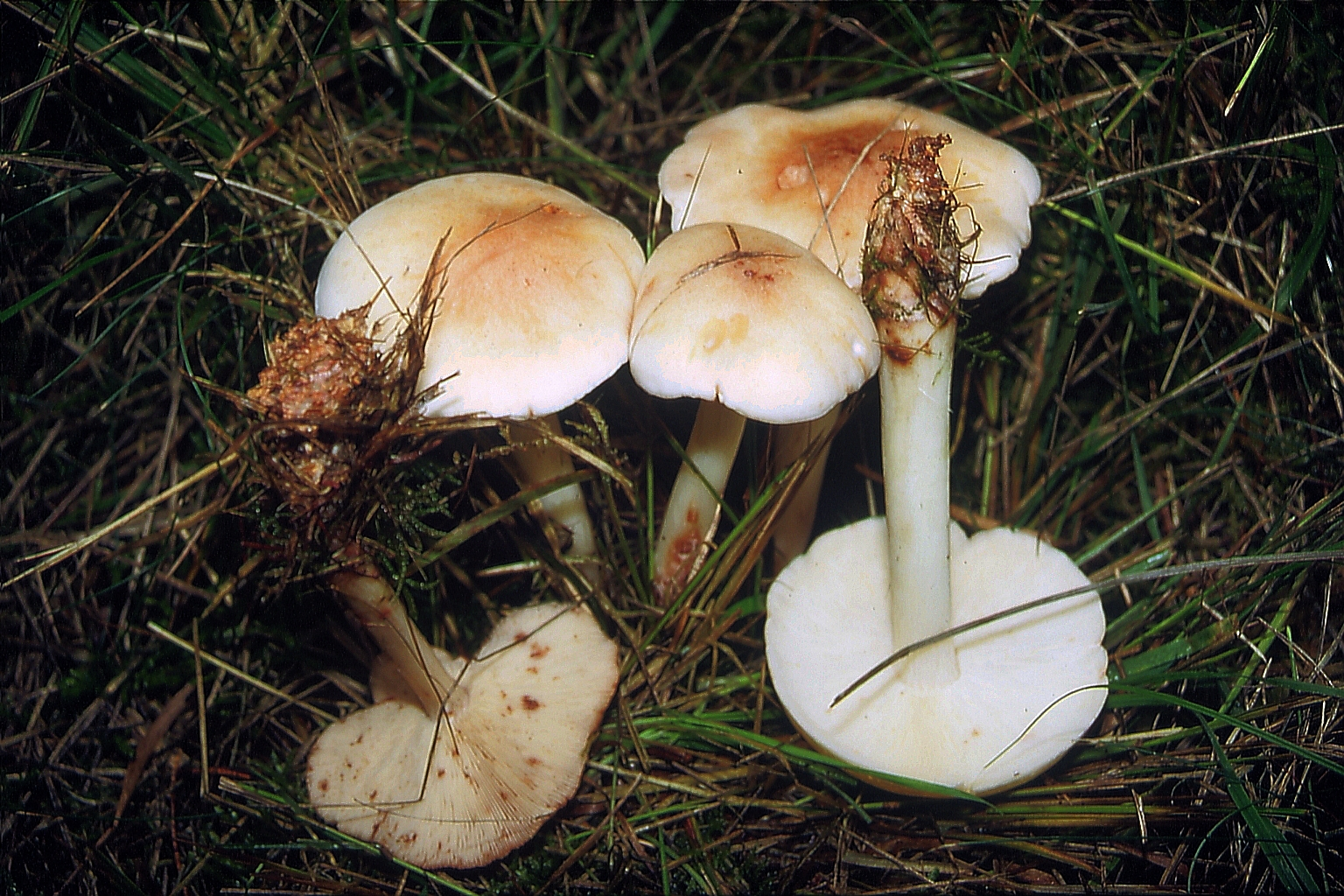
!Rhodocollybia maculata sin. Collybia maculata!
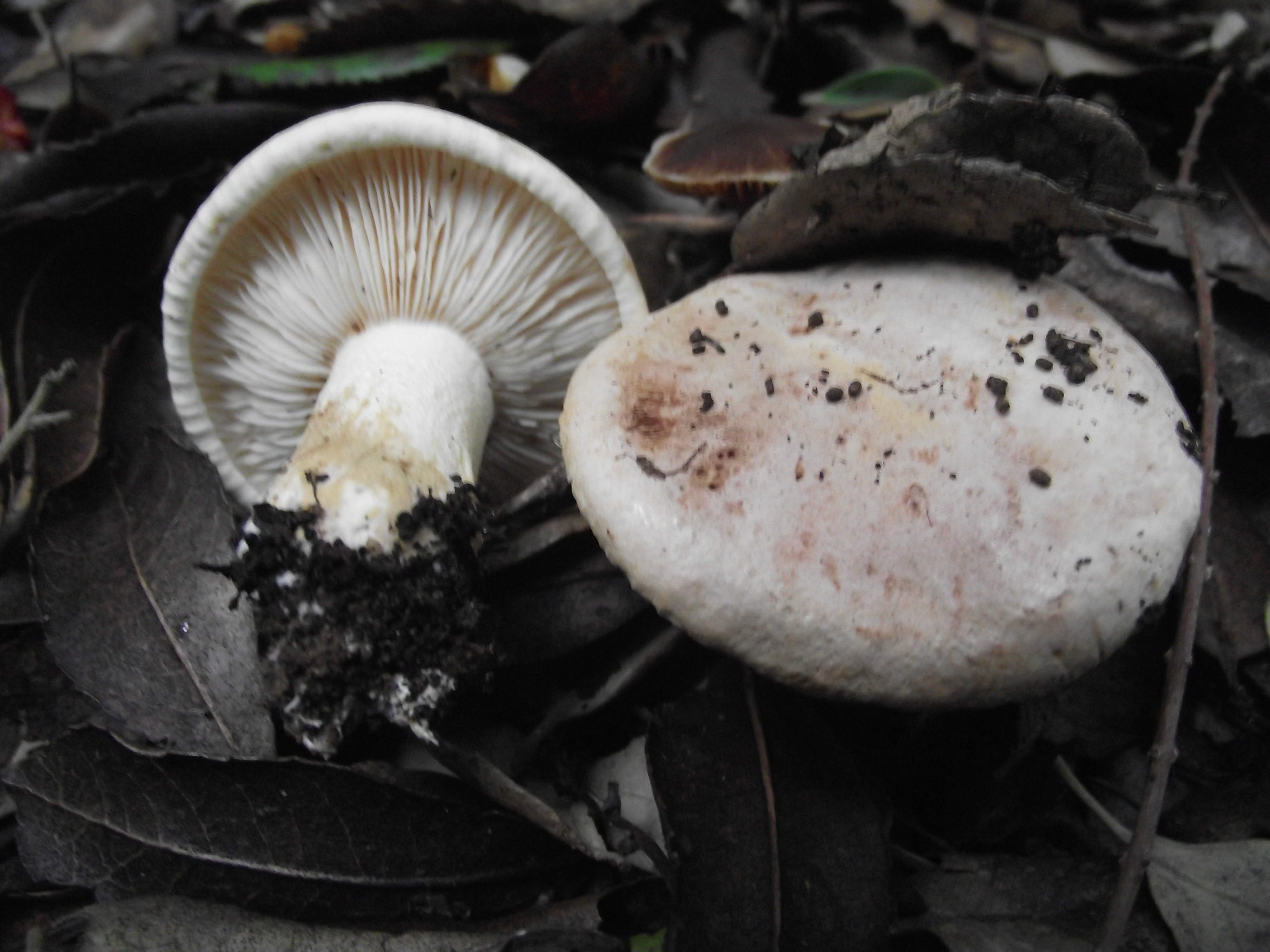
!Tricholoma acerbum!
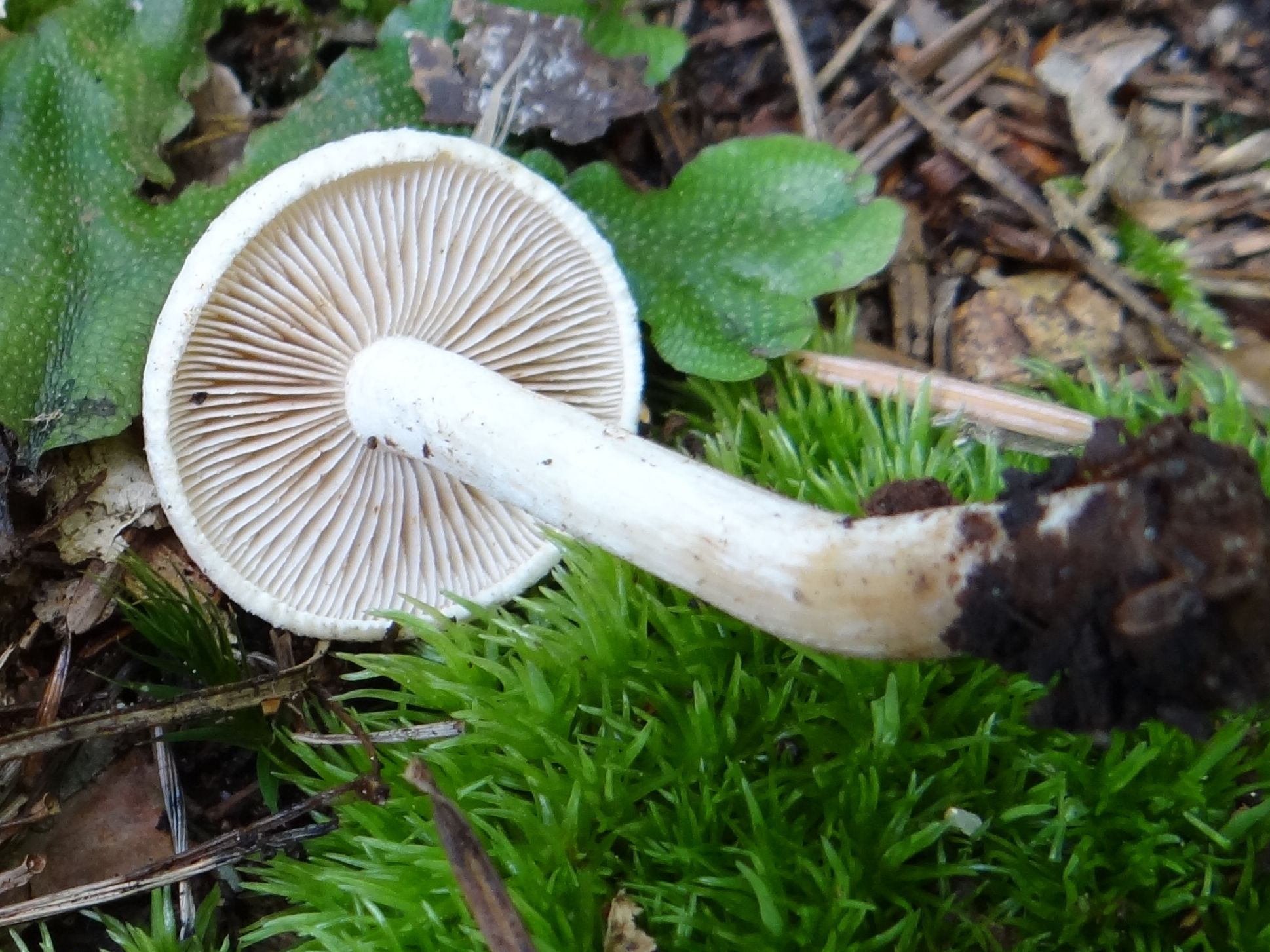
!Tricholoma album!
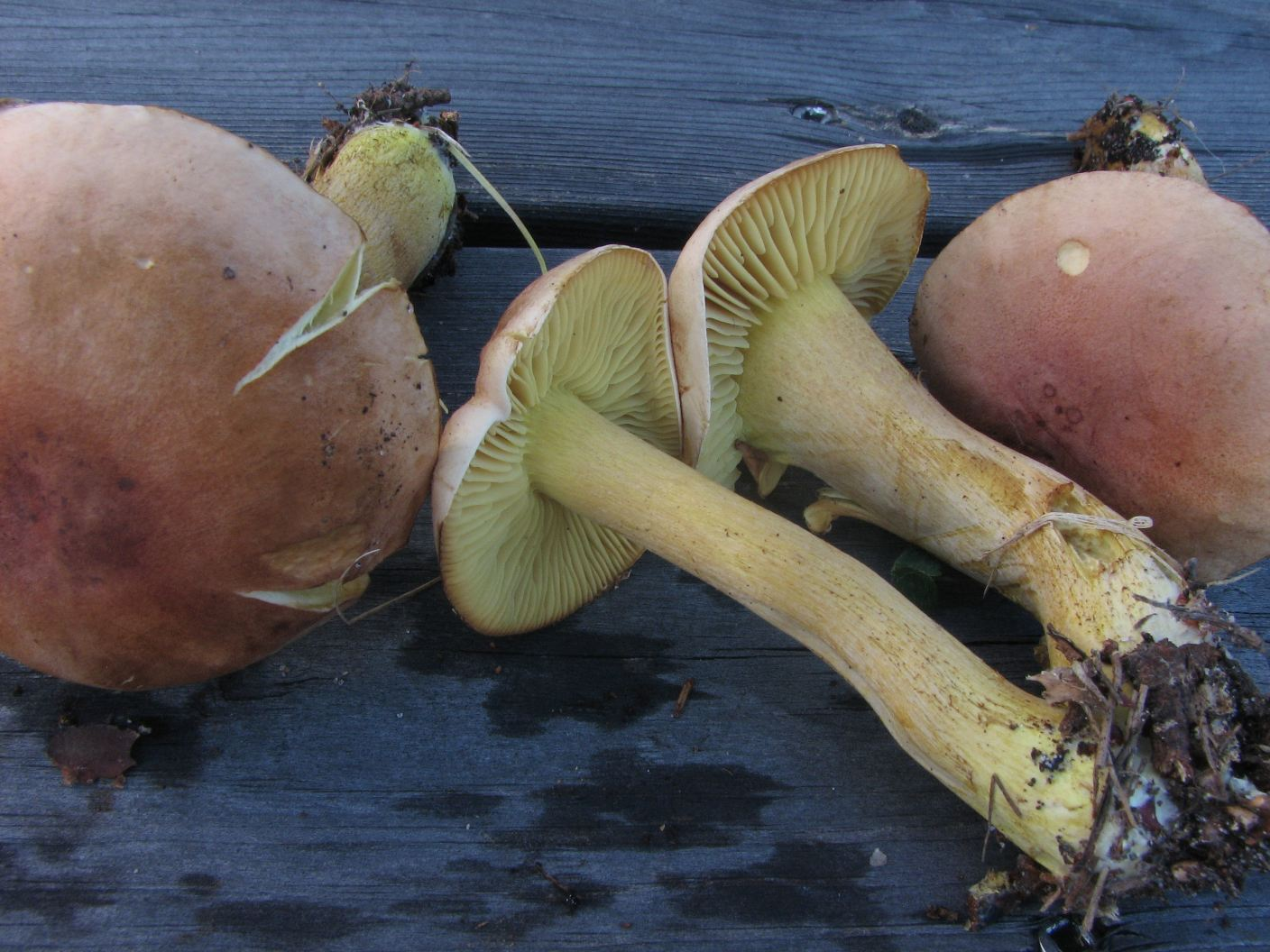
!!Tricholoma bufonium!!

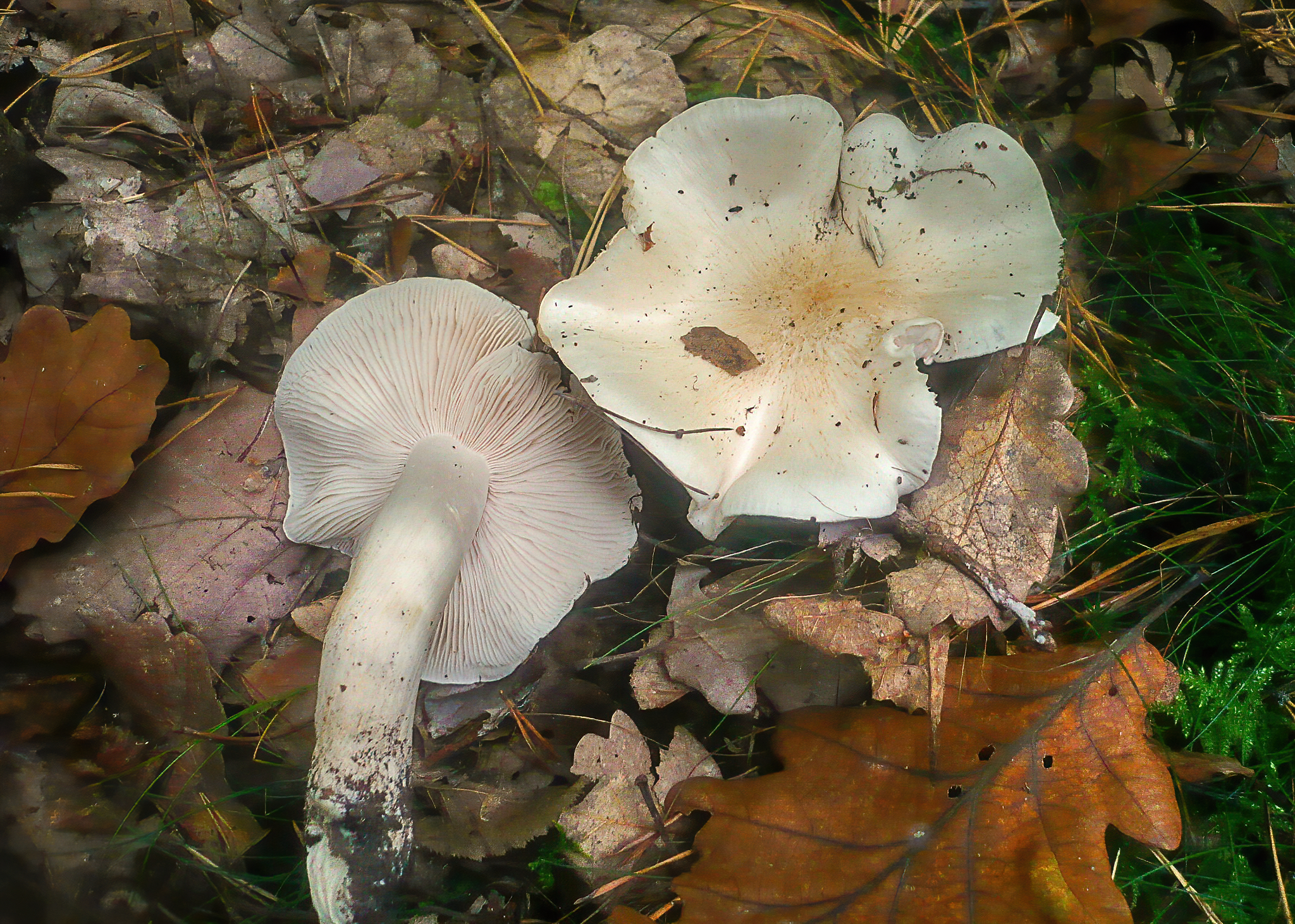
Tricholoma columbetta
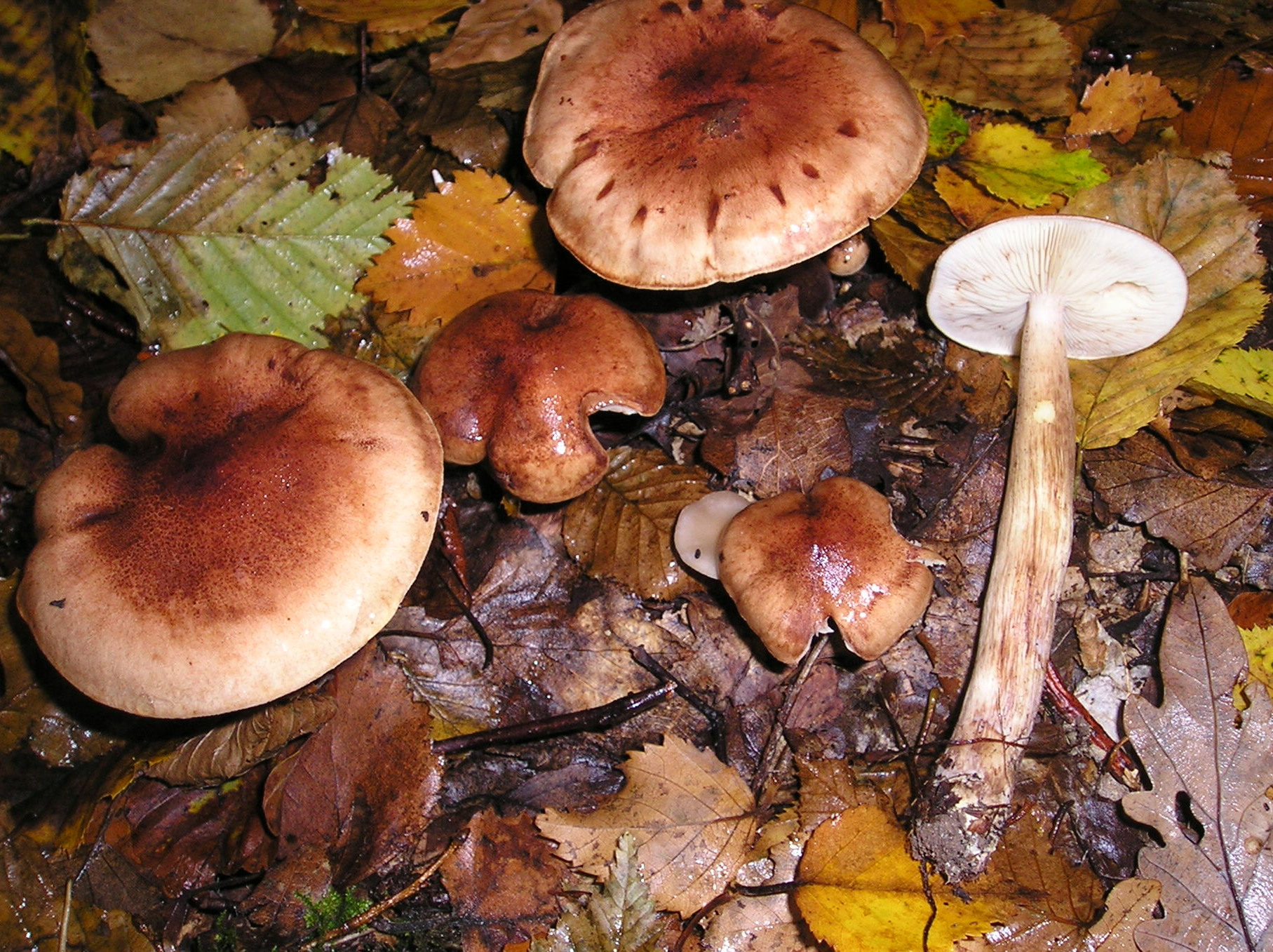
!Tricholoma fulvum!
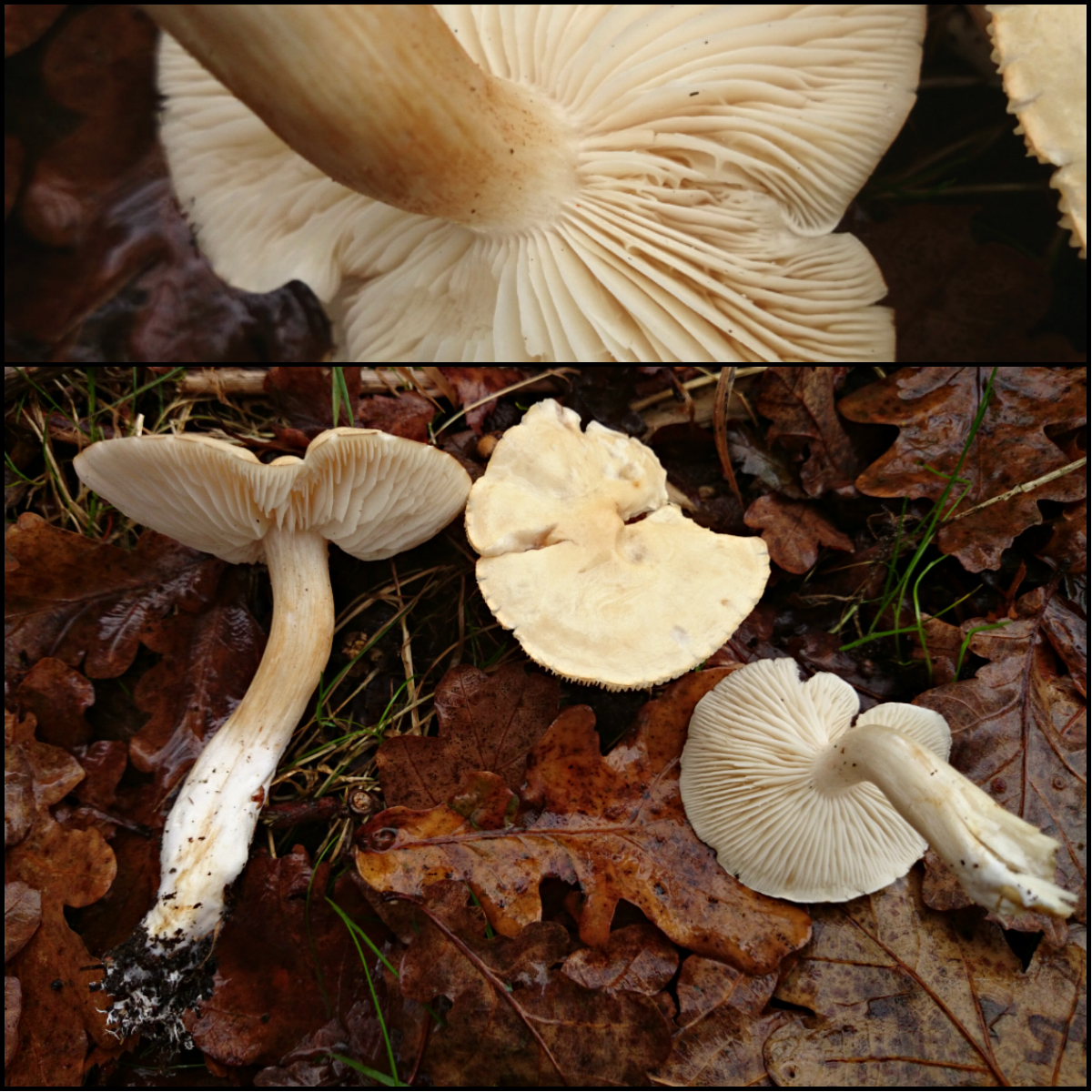
!Tricholoma lascivum!
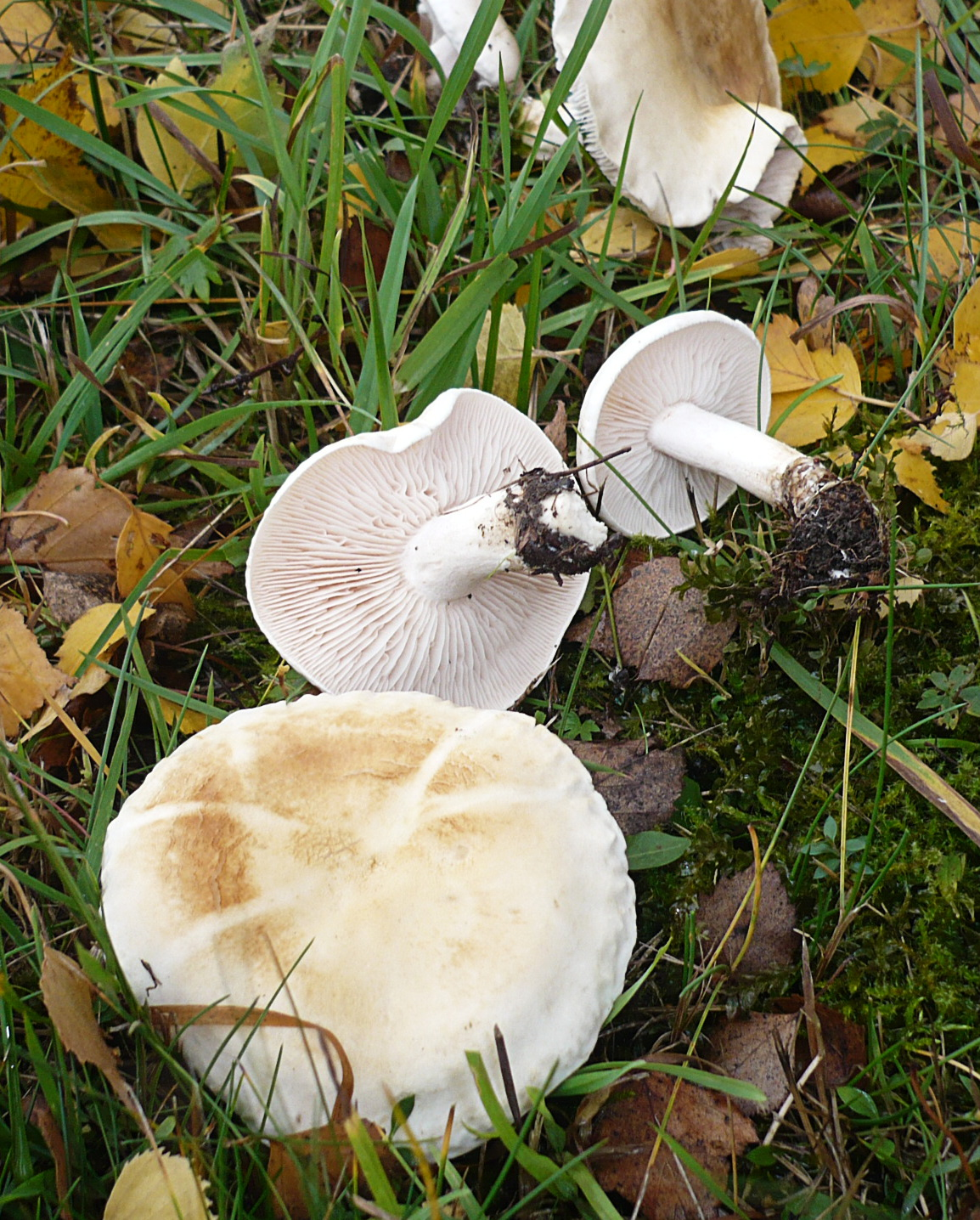
!Tricholoma stiparophyllum sin. Tricholoma pseudoalbum!

## Valorificare
Specia este clasificată neotrăvitoare, dar necomestibilă pe scară largă, astfel de toți micologii cu renume (între alții: vezi sub note și bibliografie). Chiar și pagina 123 Pilzsuche, cunoscută pentru cursul ei strict în cea ce privește toxicitatea posibilă a unei ciuperci, o declară astfel. Se înțelege de la sine că acest burete nu poate fi ingerat din cauza mirosului scârbos și al gustului neplăcut.
| Nu mâncați niciodată bureți de genul Tricholoma iuți și/sau amari (nici după însilozare) pentru că provoacă aproape mereu tulburări gastrointestinale, parțial foarte severe. |